# ビリー・コックス
ビリー・コックス（Billy Cox、1941年10月18日 - ）はアメリカ合衆国ウェストバージニア州出身の黒人ロックベーシスト。

## 来歴
1961年、軍役についていた頃に無名時代のジミ・ヘンドリックスと知り合い、共に演奏活動を行う。ヘンドリックスがチャス・チャンドラーに誘われてイギリスに渡る際、コックスも同行するよう誘われるが、その時は断る。
1969年、ノエル・レディングの後任としてジミ・ヘンドリックスのバンドに加入。ウッドストック・フェスティバルやライブ・アルバム『バンド・オブ・ジプシーズ』などに参加。1970年にヘンドリックスが他界するまでサポートを続けた。ヘンドリックスの死後に発表された『ファースト・レイズ・オブ・ザ・ニュー・ライジング・サン』『サウス・サターン・デルタ』でも、コックスの演奏が聴ける。
2006年、ヘンドリックスのトリビュートバンドThe Band Of Gypsys Returnに参加し、同名のアルバム発表。